# Murina tubinaris
Murina tubinaris es una especie de murciélago de la familia Vespertilionidae.

## Distribución geográfica
Se encuentra en Pakistán, India Birmania, Tailandia, Laos, Camboya y Vietnam.